# フリッツ・ツビッキー

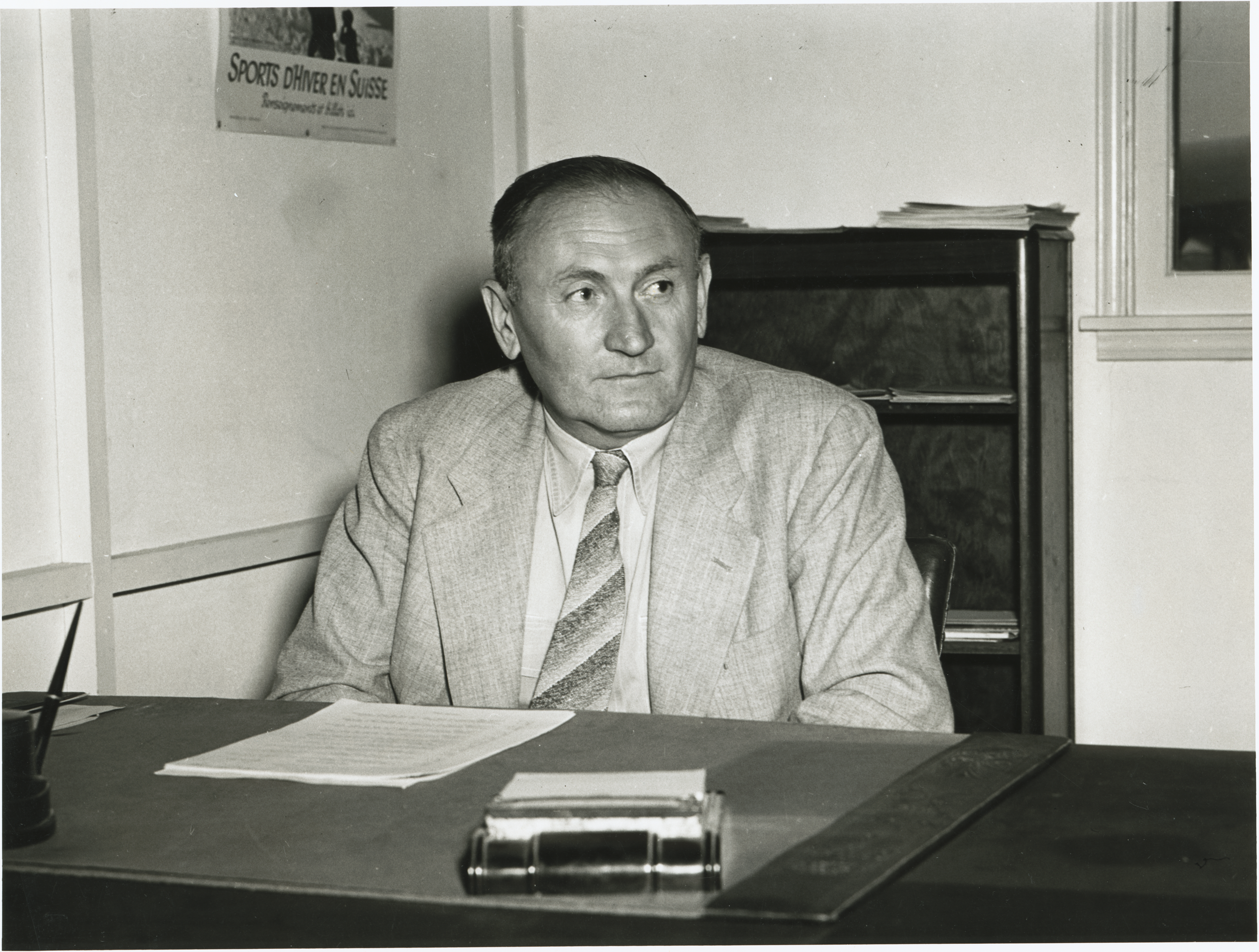
Fritz Zwicky (1947)

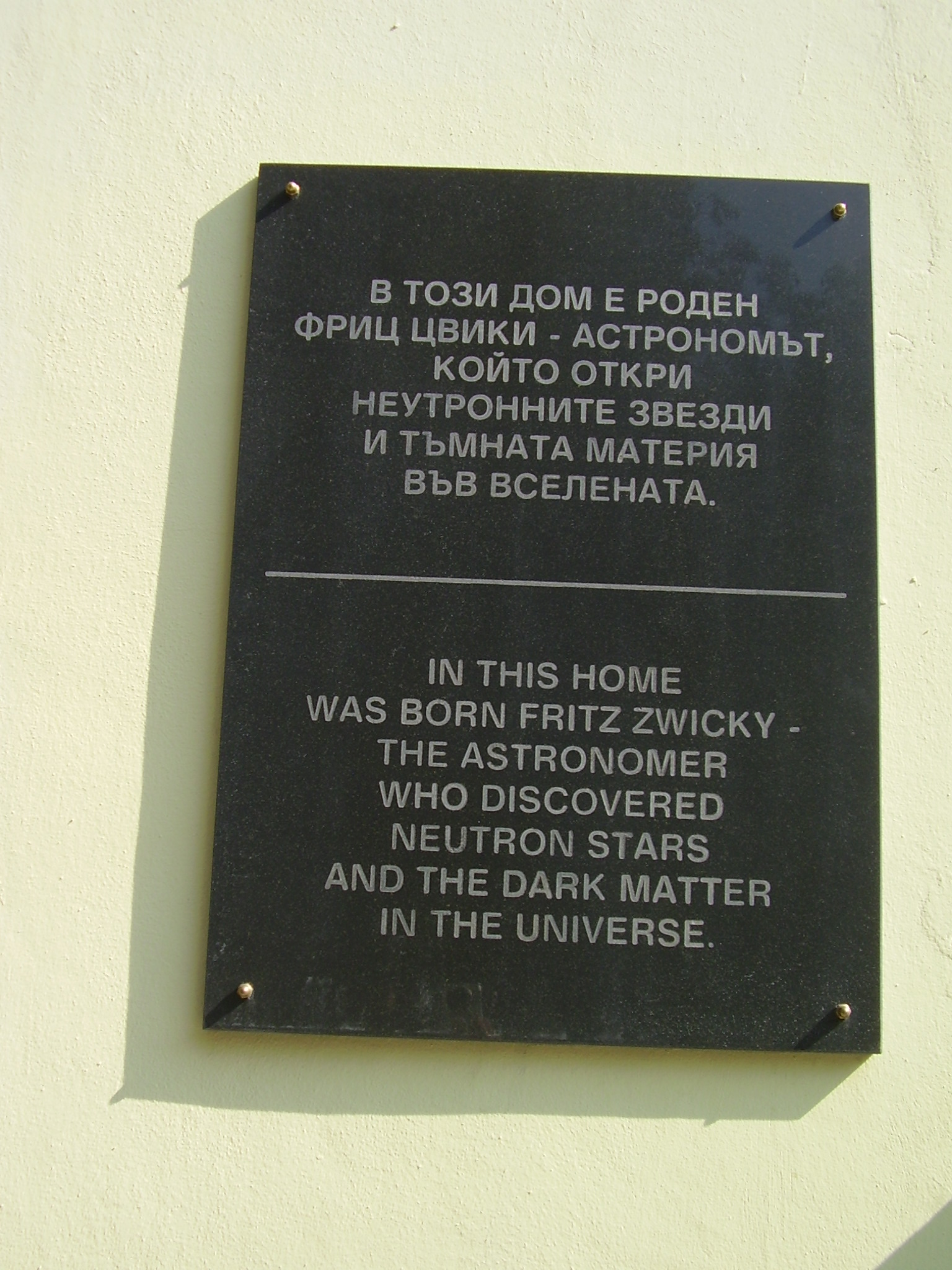
フリッツ・ツビッキーの記念碑

フリッツ・ツビッキー（Fritz Zwicky 、1898年2月14日 – 1974年2月8日）は、アメリカで活動したスイス国籍の天文学者である。ウォルター・バーデとともに超新星の研究のパイオニアである。

## 生涯
スイス人（ノルウェー国籍の父親、チェコ人の母親）の両親のもとで、ブルガリア公国のヴァルナに生まれた。チューリッヒ連邦工科大学で学んだ。1925年にアメリカのカリフォルニア工科大学に移り、その後、スイス国籍のままアメリカで活動した。
1930年代にウォルター・バーデとともに超新星が中性子星に移行する過程であること、超新星が宇宙線の発生源であることを示唆する論文を発表した。パロマー天文台に超新星探索用のシュミット望遠鏡を設置させるのに成功し、100個以上の超新星を発見した。1961年から銀河のカタログ Catalogue of Galaxies and of Clusters of Galaxies (CGCG)を作成した。
1972年、イギリス王立天文学会ゴールドメダルを受賞。

## その他
変わり者で知られ、周囲の研究者に罵詈雑言を浴びせるのが常で、お気に入りの罵倒語は「球形のろくでなし」（どこからみてもろくでなし）だったという。
小惑星(1803) Zwickyおよび月のクレータに名を残している。
現在パロマー天文台で行われている太陽系天体・突発天体のサーベイであるZTF(Zwicky Transient Facility)のプロジェクト名にも命名されている。